# Jack Tatum
Pour les articles homonymes, voir Tatum.
College Football Hall of Fame 2004
(en) Statistiques sur pro-football-reference
John David « Jack » Tatum, né le 18 novembre 1948 à Cherryville et mort le 27 juillet 2010 à Oakland, est un américain, ancien joueur de football américain.
Au niveau universitaire, il joue pour les Buckeyes de l'Université d'État de l'Ohio en NCAA Division I FBS de 1967 à 1970. Il est classé 10e en 1969 et 7e en 1970 au Trophée Heisman et est sélectionné dans l'équipe type All-American en 1969 et 1970. Il est également sélectionné dans l'équipe type de la Conférence Big Ten en 1968, 1969 et 1970. Il remporte à deux rfeprises le titre national avec les Buckeyes au terme des saisons 1968 et 1970. Il est intronisé au Hall of Fame de son université (en) en 1981 et au College Football Hall of Fame en 2004.
Il est sélectionné en 19e choix global lors du premier tour de la draft 1971 de la NFL par la franchise des Raiders d'Oakland. Il y reste jusqu'en 1979 et y est surnommé The Assassin (« l'assassin ») en fonction de son style de jeu,. Il termine sa carrière chez les Oilers de Houston (1980)
Fin de saison Saison 1976 de la NFL, il remporte le Super Bowl XI avec les Raiders aux dépens des Vikings du Minnesota sur le score de 32 à 14. Tatum percute violemment le casque du wide receiver Sammy White (en). Cette action est souvent considérée comme un des plus gros chocs de l'histoire du Super Bowl. Il est sélectionné à trois reprises au Pro Bowl (joués en 1974, 1975 et 1976).
Safety réputé pour sa puissance (le New York Times dans sa nécrologie des années 1970 indique que Tatum était le symbole du jeu violent), il est connu pour un tacle rude effectué lors d'un match de pré-saison 1978 contre le wide receiver Darryl Stingley (en) des Patriots de la Nouvelle-Angleterre. Ce dernier reste définitivement paralysé de la poitrine au bas des jambes, ce qui met un terme à sa carrière.
Il est aussi connu pour avoir été un des acteurs de l'Immaculate Reception en 1972 lors d'un match de playoffs contre les Steelers de Pittsburgh.